# Эйемонд Таргариен
Эйемонд Таргариен (другой вариант написания имени — Эймонд) — персонаж вымышленного мира, изображённого в серии книг «Песнь Льда и Огня» Джорджа Мартина, принц Вестероса из валирийской династии Таргариенов, участвовавший в Пляске Драконов. Один из героев книги «Пламя и кровь» и телесериала «Дом Дракона».

## Биография
Эйемонд принадлежал к королевской династии Таргариенов, которая правила в Вестеросе. Он был вторым сыном короля Визериса I и его второй жены Алисент Хайтауэр, младшим братом наследника престола от партии «зелёных» Эйегона. Будучи ещё подростком, Эйемонд оседлал дракона Вхагара и ввязался в распрю с «чёрными», считавшими, что престол должна наследовать дочь Визериса от первой жены Рейенира. Сын Рейениры Люцерис Веларион во время драки ударил Эйемонда кинжалом в лицо, так что тот потерял глаз. Всю оставшуюся жизнь принц вставлял вместо этого глаза сапфир.
На момент смерти Визериса Эйемонду было 19 лет. По поручению Эйегона принц заключил союз с Баратеонами, а на пути домой атаковал Люцериса и убил его. Это было первое сражение гражданской войны, известной как «Пляска Драконов». Эйемонд в итоге заслужил плохую славу как убийца родичей. Впоследствии он участвовал в других сражениях, исполнял обязанности регента, когда Эйегон был ранен. Эйемонд погиб в схватке с Дейемоном Таргариеном.

## Образ Эйемонда
Эйемонд впервые появился в книге Джорджа Мартина «Пламя и кровь», написанной в жанре псевдохроники. Он стал героем телесериала «Дом Дракона» (первый сезон вышел в 2022 году), где его сыграл Юэн Митчелл. Критики отмечают, что в шоу Эйемонд стал своеобразным двойником Дейемона Таргариена. Принца изобразил ряд иллюстраторов «Пламени и крови».